# Homag Bohrsysteme
Die Homag Bohrsysteme GmbH ist ein international agierendes Maschinenbauunternehmen mit Sitz (Verwaltung und Produktion) im ostwestfälischen Herzebrock-Clarholz (Kreis Gütersloh) und gehört zur Muttergesellschaft Homag Group. Homag Bohrsysteme fertigt Holzbearbeitungsmaschinen für das Handwerk sowie Maschinen für die industrielle Fertigung beispielsweise für Küchen- und Möbelhersteller.
Durch das Vertriebssystem der Homag Group werden in über 70 Ländern Kunden betreut. Die Exportrate beträgt rund 84 %. 

## Geschichte

Historisches Unternehmenslogo

Am 1. Oktober 1945 gründeten Gustav Weeke & Sohn im ostwestfälischen Herzebrock eine Schlosserei, die damals vornehmlich auf die Belange von holzbearbeitenden Betrieben ausgerichtet war. Die Unternehmer entwickelten eine eigene Produktpalette zum Beispiel um Korpusse zu pressen. Danach folgte die weltweit erste Schlosseinlassmaschine, die alle Arbeitsschritte in fünf Sekunden ausführen konnte. Dieser Technologie folgte eine Maschine, die das mehrspindlige Bohren in Plattenwerkstoffen ermöglichte und die bislang aufwendige Nut- und Federverbindung überflüssig machte. Aus einfachen Anfängen entwickelte sich die Dübellochbohrmaschine, wie sie fortan hieß, bis zum heutigen Tag zu einer Hightech-Philosophie. Inzwischen sind moderne CNC-Techniken und Verkettung mit anderen Fertigungsaggregaten Standard.
Im Mai 1986 wurde das bis dahin im Familienbesitz befindliche Unternehmen in die Homag Group integriert. Weeke übernahm als strategisch wichtige Aufgabe das Spezialgebiet Bohren, Fräsen und Montagetechnik. 
Im März 2017 wurde der Firmenname von Weeke Bohrsysteme auf Homag Bohrsysteme geändert.

## Produkte
Das Unternehmen Homag Bohrsysteme produziert neben CNC-Bearbeitungszentren auch Durchlaufbohrmaschinen sowie Maschinen zur Bohr- und Beschlagsetztechnik.